# رينا وينفريد مور
رينا وينفريد مور (بالإنجليزية: Rina Winifred Moore)‏ هي طبيبة نيوزيلندية، ولدت في 6 أبريل 1923، وتوفيت في 1975.